# (8490) 1989 TU10
1989 تي يو 10 (ويعرف أيضًا باسم (8490) 1989 تي يو 10 وفق تسمية الكوكب الصغير) (بالإنجليزية: 1989 TU10)‏ هو كويكب ضمن حزام الكويكبات؛ وترتيبه 8490 من حيث الاكتشاف.
اكتُشف هذا الجُرم الفلكي بواسطة Toshimasa Furuta ‏ في 4 أكتوبر 1989.

## وصلات خارجية
- (8490) 1989 TU10 في قاعدة بيانات مختبر الدفع النفاث لأجرام النظام الشمسي الصغيرة

- الاكتشاف · مخطط المدار ·  العناصر المدارية · المعلمات المادية

- (8490) 1989 TU10 على موقع ويكي سكاي: DSS2, SDSS, GALEX, IRAS, Hydrogen α, X-Ray, Astrophoto, Sky Map, Articles and images